# Île de Lalu

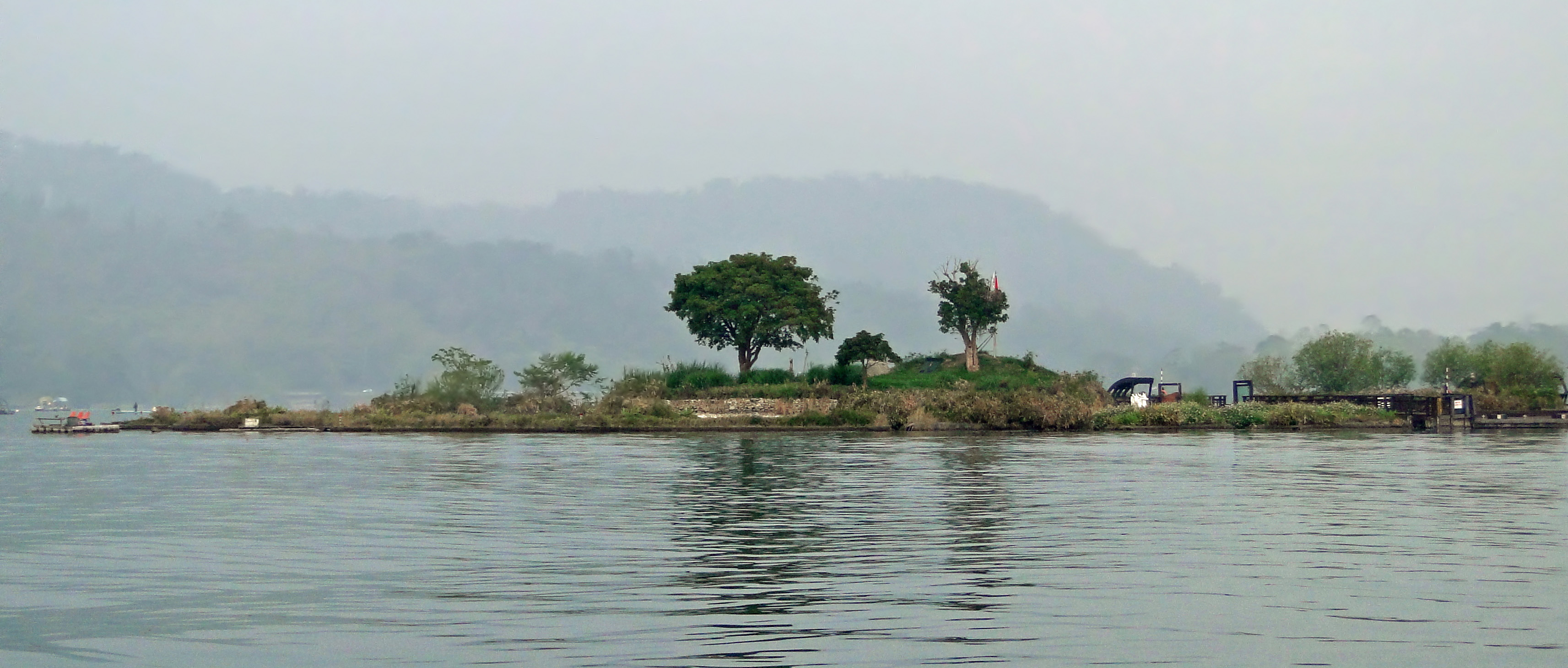
Île de Lalu

L’île de Lalu (chinois : 拉魯島) est une petite île située au milieu du Sun Moon Lake, dans le canton de Yuchi, comté de Nantou, à Taïwan. L’île était auparavant bien plus grande, séparant le lac en deux parties, l’une en forme de croissant de lune et l’autre arrondie comme un soleil. Quand l’île était encore spacieuse, des habitants y vivaient. Deux évènements ont réduit la taille de l’île. Dans les années 30, la construction d’un barrage a fait monter le niveau des eaux dans le lac et a ainsi inondé l’île presque intégralement. L’île s’est encore rétrécie durant le séisme de 1999, détruisant par la même le pavillon qui s’y trouvait.
Lalu est un mot austronésien correspondant approximativement à « après », « plus tard » (en chinois, 後).

## Accès
L'île et la région environnante est accessible par bus depuis la station de Taichung et la station de Taipei.